# Filitheyo
Filitheyo est une île de forme triangulaire des Maldives, appartenant à l'atoll de Nilandhe Nord, également appelé atoll de Faafu. Situé à proximité de l'équateur, Filitheyo abrite une station touristique sous forme d'une île-hôtel, la seule structure de ce type au sein de l'atoll. Filitheyo n'accueille aucun habitant permanent, seulement des touristes, pour la plupart asiatiques et européens, et les employés de l'hôtel. 
Construit en 1999, le complexe de Filitheyo se compose de 125 chambres-bungalows répartis à proximité des plages de l'île, ainsi que d'un restaurant, deux bars, un spa thaïlandais et une école de plongée. Filitheyo a fortement souffert du tsunami du 26 décembre 2004.

## Géographie

### Situation
Géographiquement, l'île est comprise au sein de l'atoll de Faafu, et se situe à environ 120 kilomètres au sud de la capitale Malé. Au sein de l'archipel des Maldives, l'île y occupe une situation méridionale sur l'axe nord-sud du pays, à quelques encablures au nord de l'équateur terrestre. 

### Site naturel
L'île est de forme triangulaire, avec des rivages de sable fin sur les côtes est, nord et sud-ouest de l'île. Tous les bâtiments touristiques, comme les bungalows, les restaurants et les réceptions sont situées sur la périphérie de l'île.

### Climat
Filitheyo étant à proximité du 3e parallèle nord et donc de l'équateur, le climat de l'île est de type équatorial, avec des températures quasiment identiques tout le long de l'année.
| Mois                              | jan. | fév. | mars | avril | mai | juin | jui. | août | sep. | oct. | nov. | déc. |
| --------------------------------- | ---- | ---- | ---- | ----- | --- | ---- | ---- | ---- | ---- | ---- | ---- | ---- |
| Température moyenne (°C)          | 29   | 29   | 30   | 30    | 30  | 29   | 29   | 29   | 29   | 29   | 28   | 28   |
| Température maximale moyenne (°C) | 31   | 31   | 32   | 32    | 32  | 31   | 31   | 31   | 31   | 31   | 31   | 31   |

### Érosion

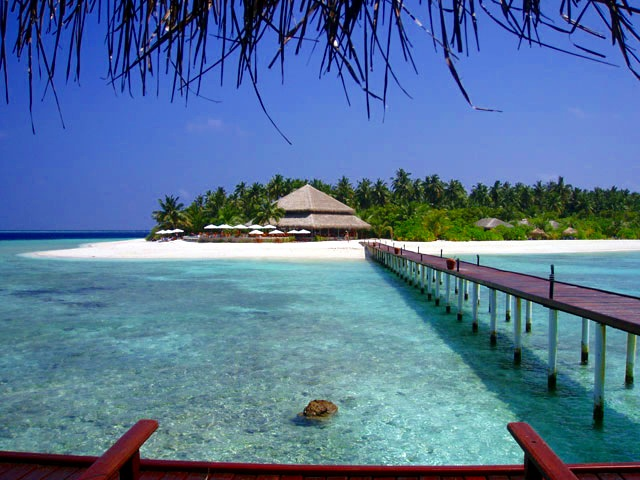
Vue sur Filitheyo.

Comme dans tout l'archipel des Maldives, le tsunami du 26 décembre 2004 a causé de gros dommages sur l'île de Filitheyo, entièrement submergée à cette occasion. Depuis, un renforcement par sacs de sable des cotes les plus exposées aux courants marins a été mis en place. À long terme, l'atoll est fortement menacé par la montée des eaux au cours du XXIe siècle, le point culminant de l'île atteignant 50 centimètres.

### Flore
L'intérieur de l'île est couvert d'arbres dont un grand nombre de cocotiers, de pandanus, parmi d'autres formes de végétation. Les logements du personnel sont parsemées parmi ces arbres, au centre de Filitheyo.

### Faune
Filitheyo possède une grande variété de lézards de diverses espèces, une colonie de chauves-souris frugivores basée à l'extrémité sud-est de l'île, raffolant des moustiques locaux. On y compte aussi au moins deux hérons, des corneilles, huit chats régulant les populations de rats arboricoles, et plusieurs espèces de bernard-l'ermite, omniprésents sur l'île.
Les eaux de l'Océan Indien territoriales des Maldives accueille plus de 75 % des espèces de poissons récifaux mondiaux, dont beaucoup peuvent être aperçus autour de Filitheyo. Ceux souvent visibles sur le récif de lîle comprennent : Poisson-clown, scaridae, acanthuridae, pomacanthidae, poissons demoiselle, octopodes, chaetodontidae, labridae, Sepiida, thons, diodontidae, raies, ainsi que des anguilles, des murènes et des petits requins.
Plus loin au large de l'île, peuvent être observées plusieurs espèces de dauphins et la tortue imbriquée. 

## Transports
Depuis Malé et son aéroport, Filitheyo peut être atteinte en 35 minutes d'hydravion, suivi d'une dizaine de minutes en bateau. Le modeste port permet également l'accostage de navires de pêche et de transport, reliant Filitheyo aux îles voisines de l'atoll de Faafu.

## Lieux et monuments

### Cimetière

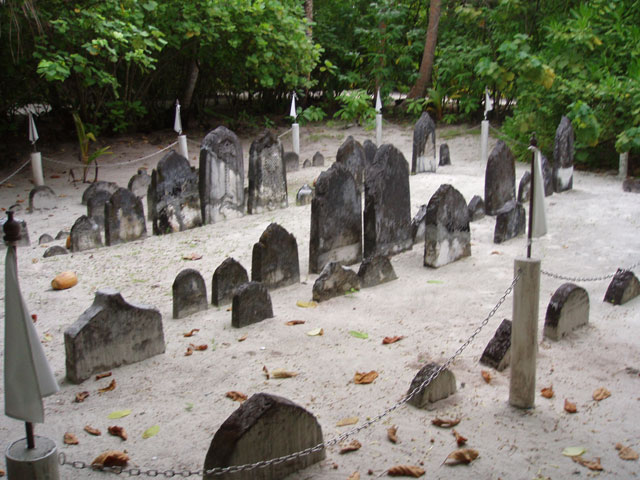
Cimetière de Filitheyo

Quand les aménagements sur l'île ont commencé pour la construction des installations hôtelières, à la fin des années 1990, un cimetière d'environ 30 pierres tombales a été découvert à l'intérieur des terres, à 25 mètres de la rive sud-ouest. Les origines des corps et la raison de leur enterrement sur Filitheyo reste inconnue. Les tombes sont régulièrement entretenues.

### Terrain de Football
Au centre de l'île, et à proximité du cimetière, Filitheyo accueille un modeste terrain de football en terre, principalement utilisé par les employés de l'hôtel pour leur détente.

## Référence
- (en) Cet article est partiellement ou en totalité issu de l’article de Wikipédia en anglais intitulé « Filitheyo » (voir la liste des auteurs).

1. ↑  « Maldives Resorts - Official Site of Filitheyo Island Resort Maldives », sur aaaresorts.com.mv via Internet Archive (consulté le 16 octobre 2023).